# Pilea hispaniolana
Pilea hispaniolana är en nässelväxtart som beskrevs av Acev.-rodr.. Pilea hispaniolana ingår i släktet pileor, och familjen nässelväxter. Inga underarter finns listade i Catalogue of Life.